# Emil Dovifat

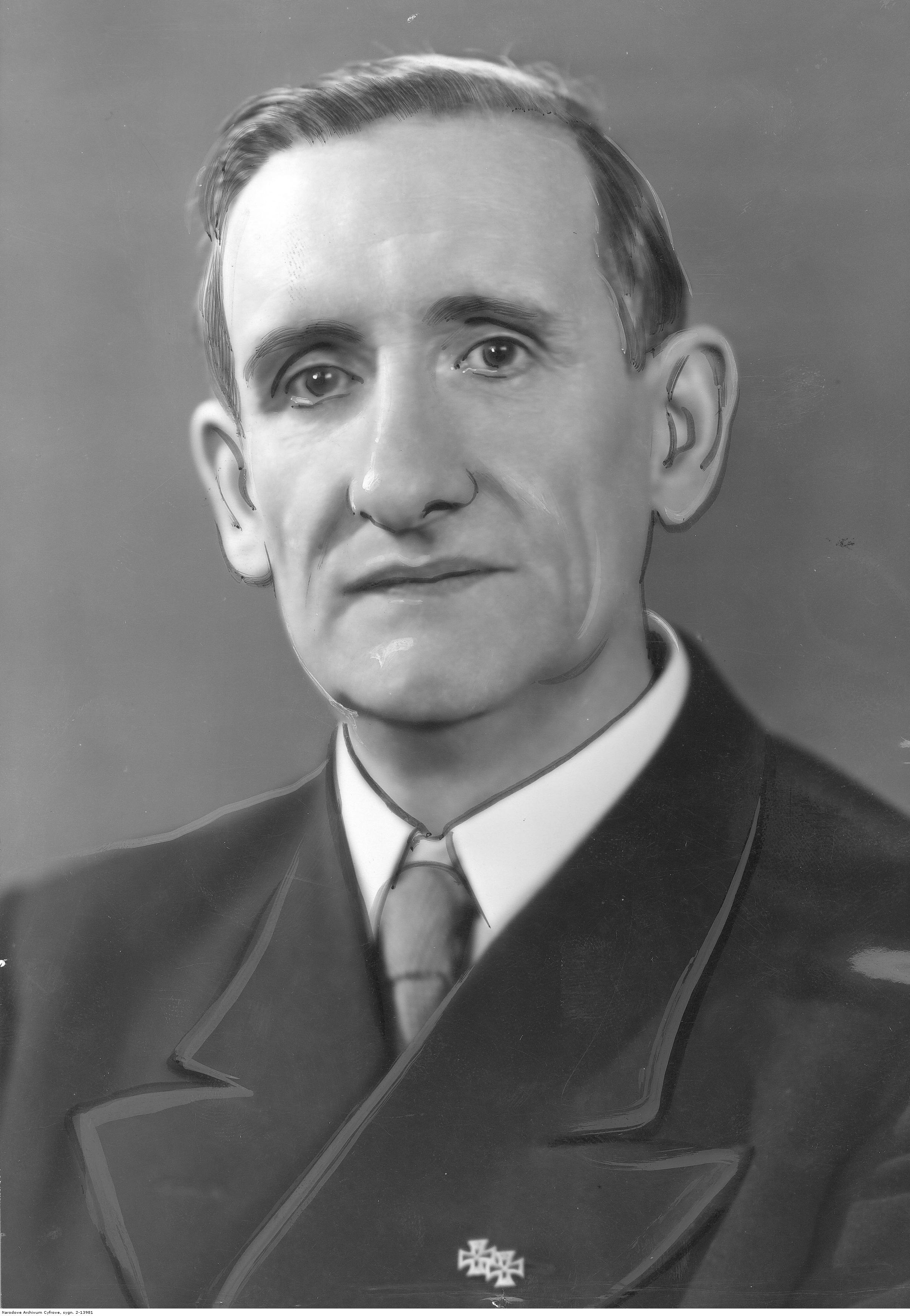
Emil Dovifat

Emil Alfons Dovifat (* 27. Dezember 1890 in Neutral-Moresnet; † 8. Oktober 1969 in Berlin (West)) war deutscher Publizistikwissenschaftler und zählt zu den Begründern der Publizistikwissenschaft in Deutschland.

## Leben

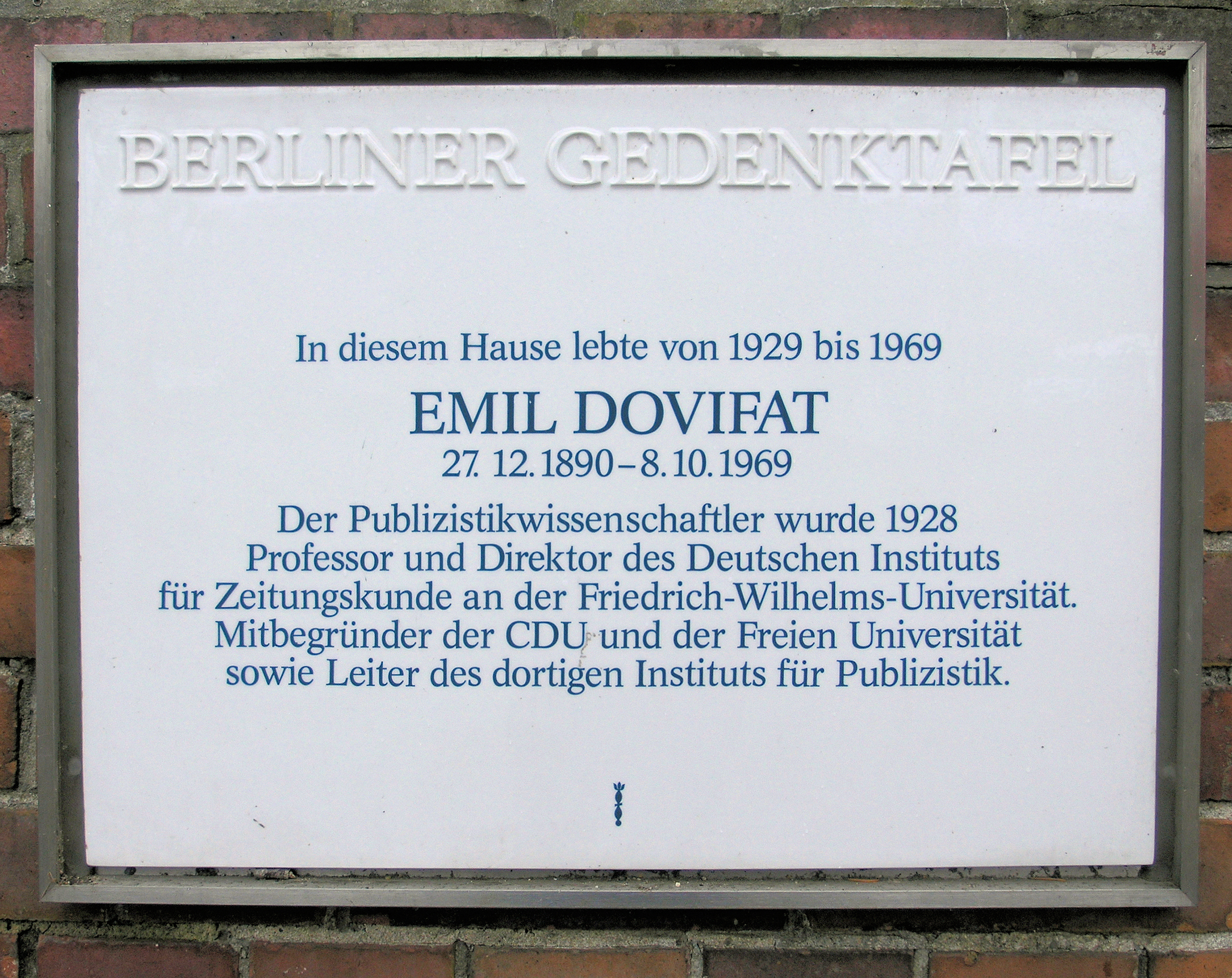
Berliner Gedenktafel in der Charlottenburger Straße 2, Berlin-Zehlendorf

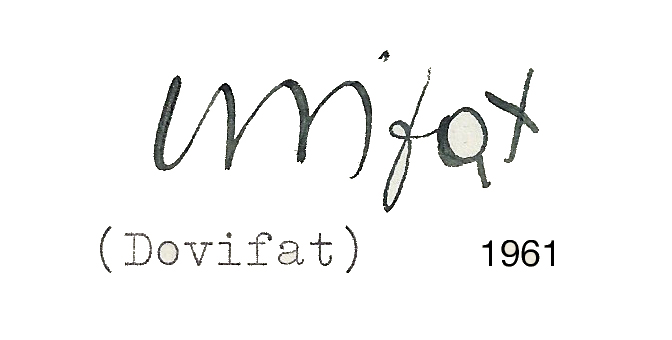

Emil Dovifat, Sohn eines Apothekers, stammte aus einem katholischen Elternhaus und ging in Köln zur Schule. Anschließend studierte er an der Ludwig-Maximilians-Universität München und der Universität Leipzig. Nach der Rückkehr aus dem Ersten Weltkrieg begann er eine journalistische Laufbahn. 1921 wurde Dovifat Mitbegründer des Deutschen, des Organs des Christlichen Gewerkschaftsbundes, und 1927 sein Chefredakteur. Seit 1924 arbeitete er parallel dazu als Assistent des von ihm mitgegründeten Deutschen Instituts für Zeitungskunde in Leipzig und wurde 1928 dessen Leiter. Sein Stellvertreter war Hans Amandus Münster. Ab 1924 lehrte er in Berlin an der Deutschen Hochschule für Politik. Im Jahr 1926 berief die Friedrich-Wilhelms-Universität Dovifat zum außerordentlichen Professor für Zeitungswissenschaft und Allgemeine Publizistik. Dort lehrte er einen demokratisch und pluralistisch orientierten Journalismus.
Emil Dovifat hatte mit seiner Ehefrau Katharina, geb. Riemer, drei Kinder. 1920 wurde seine Tochter Dorothee geboren. Sie schrieb in der Nachkriegszeit für verschiedene Zeitungen, darunter auch Der Tag, unter der Chefredaktion ihres Vaters. 1921 wurde sein Sohn Claus geboren, der ein Musikstudium begonnen hatte, aber 1941 in der Sowjetunion fiel. 1924 wurde der zweite Sohn, Bernhard, geboren, der bis zu seinem Tod 2007 als Arzt in Berlin lebte.

### Im Dritten Reich
Dovifat zeigte nach der „Machtergreifung“ für „Märzhasen“ – Menschen, die im März 1933 in NSDAP eintraten, um berufliche Nachteile zu vermeiden und/oder Vorteile zu erlangen – kein Verständnis; die meisten Mitglieder des Reichsverbands der Deutschen Presse traten nach Werben oder Druck der NSDAP oder einem der ihr angeschlossenen Verbände bei. Er selbst erinnerte am 30. April 1933 in der Jahreshauptversammlung des Reichsverbands die Delegierten an die stattfindenden staatlichen Pressionen und Verfolgungen. In der Diskussion um Satzungsänderungen wandte er sich „entschieden, scharf und ablehnend“ gegen die Aufnahme des Führerprinzips und eines „Arierparagraphen“ sowie den Ausschluss von „Marxisten“. Er verlor 1933 seine Dozentur an der Deutsche Hochschule für Politik.
Im Folgejahr zog sich Dovifat aus dem Reichsverband der Deutschen Presse zurück und wurde als Universitätsprofessor vorübergehend zwangspensioniert, eine weitere Sanktion war 1934 ein Rede- und Hausverbot für sämtliche deutsche Sender.
Im Zweiten Weltkrieg arbeitete Dovifat für das Reichspropagandaministerium und den Luftwaffenführungsstab und hielt Vorträge in Kriegsberichterstatterschulen des Heeres und der SS. An der Universität versuchte er, in seinen Vorlesungen „die Balance zwischen Anpassung und offener Kritik zu halten. Sein Bemühen, ,zwischen den Zeilen zu sprechen', wurde von Hörern seiner überfüllten Vorlesungen wohl verstanden, nach dem Ende der Diktatur brachte es ihm aber wiederholt Kritik ein“.
Im Jahr 1940 war Dovifat Doktorvater der Journalistin und später prominenten Meinungsforscherin Elisabeth Noelle-Neumann.

### Nachkriegszeit
1945 war Dovifat Mitbegründer der Ost-CDU und Herausgeber der Tageszeitung Neue Zeit und dort von der Sowjetischen Militäradministration in Deutschland (SMAD) am 20. Dezember 1947 abgesetzt. 1948 wurde er Mitbegründer der Tageszeitung Der Tag und der Freien Universität Berlin in West-Berlin. Dort wurde er Direktor des „Instituts für Publizistik“  und lehrte zugleich an der wiedergegründeten Deutschen Hochschule für Politik (DHfP).
Er war Vorsitzender des Verwaltungsrats des Nordwestdeutschen Rundfunks (NWDR), später, im Dezember 1953, Verwaltungsratsmitglied des Senders Freies Berlin (SFB). 1956 wurde er Mitbegründer der Zeitschrift Publizistik. Vierteljahreshefte für Kommunikationsforschung, 1963 der Deutschen Gesellschaft für Publizistik- und Kommunikationswissenschaft.

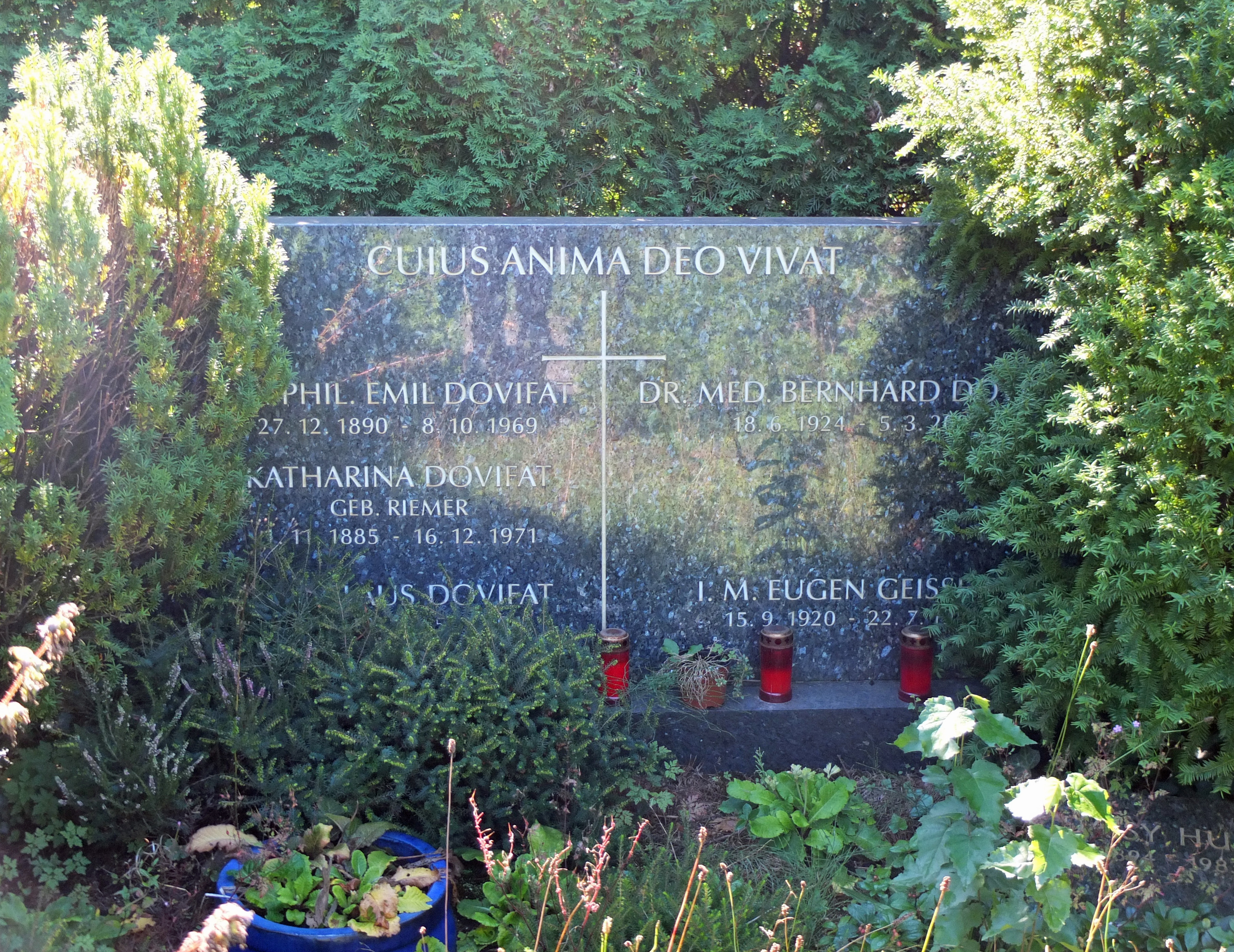
Grab von Emil Dovifat auf dem Friedhof Zehlendorf

Emil Dovifat starb 1969 im Alter von 78 Jahren in Berlin. Sein Grab befindet sich auf dem Friedhof Zehlendorf und war von 1992 bis 2014 als Ehrengrab des Landes Berlin gewidmet.

## Auszeichnungen
- 1961 Großes Bundesverdienstkreuz[6]

## Werke
- Die Zeitungen. Flamberg Verlag, Gotha 1925
- Der amerikanische Journalismus. Deutsche Verlags-Anstalt, Stuttgart 1927
- Wege und Ziele der zeitungswissenschaftlichen Arbeit. W. de Gruyter & Co., Berlin 1929
- Zeitungswissenschaft. 2 Bde., de Gruyter, Berlin 1931
- Rede und Redner; ihr Wesen und ihre politische Macht. Leipzig, Bibliographisches Institut 1937
- Zeitungslehre. 2 Bde., de Gruyter, Berlin 1937
- Zeitungslehre. I. Band. Theoretische und rechtliche Grundlagen – Nachricht und Meinung – Sprache und Form; II. Band. Redaktion, die Sparten, Verlag und Vertrieb, Wirtschaft und Technik, Sicherung der öffentlichen Aufgabe. 4. Auflage (Sammlung Göschen, Band 1039/1040). Walter de Gruyter & Co., Berlin 1962 (6. Auflage 1976); nach der 5. Auflage 1967 letzter Hand japanische Übersetzung von Shingo Yoshida (Kyoto: Koyo Shobo 2011), ISBN 978-4-7710-2248-5.

- (als Hrsg.): Handbuch der Auslandspresse, Bonn 1960
- Journalismus. 4 Bde., Rheinisch-Bergische Druckerei u. Verl. Ges., Düsseldorf 1960–1969
- Handbuch der Publizistik. 3 Bde., de Gruyter, Berlin 1968–1969
- Der NWDR in Berlin: 1946–1954. Haude und Spener, Berlin 1970, ISBN 3-7759-0127-2